# Travis Mills
Travis Tatum Mills (12 de abril de 1989),  conhecido como Travis Mills, anteriormente T. Mills, é um cantor, compositor e ator americano de Riverside, Califórnia.

## Primeiros anos
Travis Tatum Mills nasceu em 12 de abril de 1989 em Riverside, Califórnia. Aos 5 anos, o tio de Travis lhe deu sua primeira guitarra e aos 15, Mills parou de praticar esportes para formar uma banda de punk rock.

## Carreira

### 2008–10: Início da carreira eReady, Fire, Aim!
Aos 17 anos, Travis começou a compor canções em seu próprio quarto, usando softwares de música como o Garage Band da Apple. Aos 18 anos,  começou a postar algumas de suas músicas em sua página no MySpace. Em 2008, assinou um contrato com a gravadora independente Uprising Records.

### 2011–12: Contrato com a Columbia Records,Leaving Homee MtvU's Woodie Awards

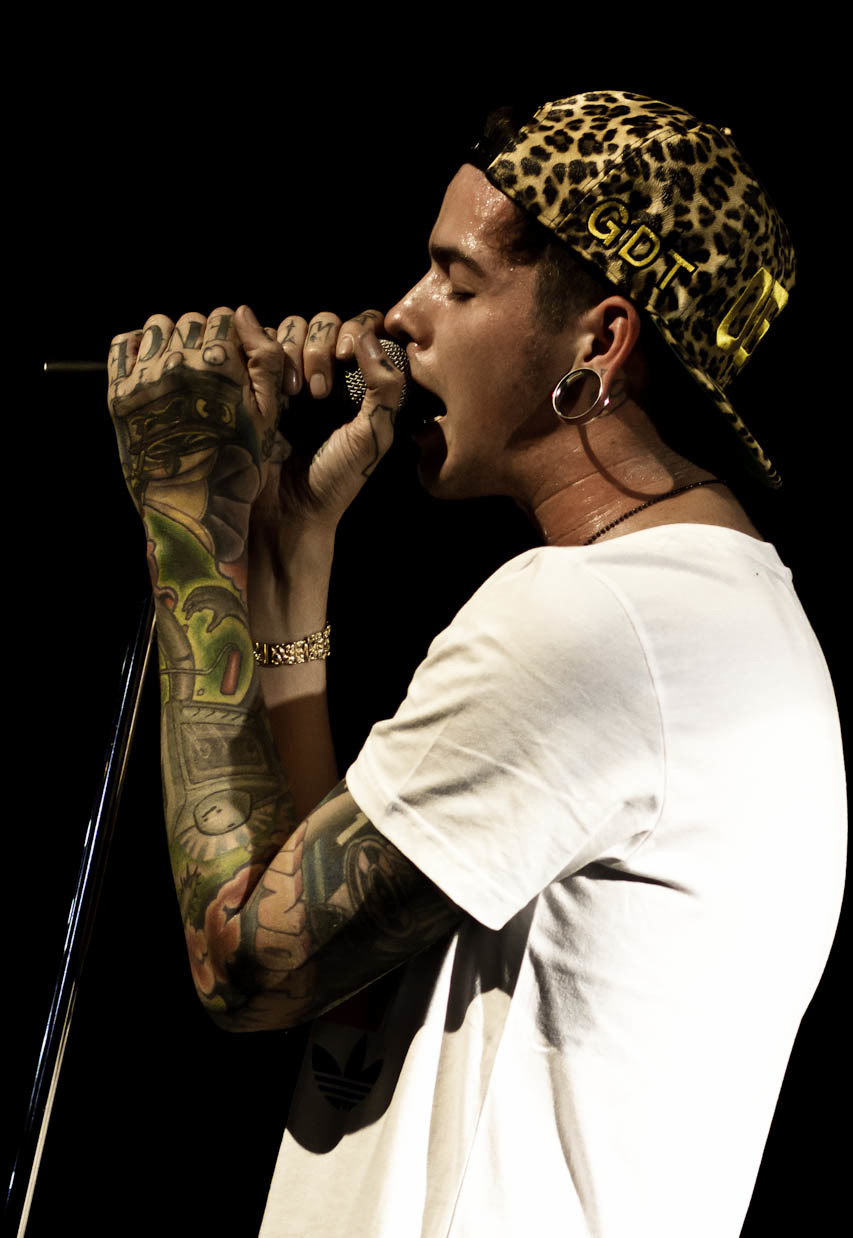
T. Mills se apresentando em março de 2012

Em 2011, Travis assinou contrato com a Columbia Records, logo após começou a gravar seu segundo e primeiro álbum em uma grande gravadora. Em 22 de julho de 2011, lançou uma mixtape intitulada Leaving Home, um projeto de 10 faixas, sem participações especiais, com produção de Noel Zancalla, Omen, AudioBlack, The Futuristics, Colin Munroe e Phonix, entre outros. Em 6 de dezembro de 2011, anunciou o lançamento de Leaving Home como um EP de 5 faixas. O primeiro single do EP, chamado "Vans On", foi lançado em 12 de dezembro de 2011, junto com o single promocional, chamado "The Boom". O EP foi disponibilizado para lojas de varejo em 13 de dezembro de 2011. Em 15 de dezembro de 2011, para promover o lançamento do EP, ele se apresentou no The Roxy Show em Los Angeles, Califórnia. O EP foi lançado gratuitamente em 19 de dezembro de 2011, O EP foi lançado oficialmente em 13 de janeiro de 2012, com algumas novas faixas adicionadas, enquanto a produção adicional foi fornecida por Sir Nolan e The Stereotypes, entre outros.
Em março de 2012, Travis foi indicado como  Melhor Artista Revelação no MtvU's Woodie Awards. Em 23 de julho de 2012, lançou sua segunda mixtape, chamada Thrillionaire, contendo 10 faixas e com três participações,  do rapper americano Smoke DZA, da dupla de hip hop Audio Push e do músico americano James Fauntleroy II; bem como a produção de Sledgren, The Monsters &amp; Strangerz e Kane Beatz, entre outros. Para promover o lançamento da mixtape, Travis filmou alguns videoclipes para canções como "Lightweight", "Diemonds" e "Other Bitch Callin '" com James Fauntleroy II. Mais tarde, ele anunciou que estava planejando lançar a sequência de sua segunda mixtape, chamada Thrillionaire 2.

### 2013–15: SummerFest eAll I Wanna Do
Em 2013, Travis anunciou que a data de lançamento de seu segundo álbum foi marcada para o segundo trimestre de 2013. Foi divulgado que em  nesse álbum, Travis estava trabalhando com artistas como Juicy J, Mike Posner, James Fauntleroy, Travis Barker, Layzie Bone e Skeme, com a produção do próprio Travis, ao lado de vários outros produtores musicais, como Kane Beatz, 1500 or Nothin', Malay e Boi-1da, entre outros. Em 15 de fevereiro de 2013, Travis anunciou que  o seu primeiro single de seu segundo álbum séria lançado em breve. Em 5 de março de 2013, a canção, chamada "Loud", foi lançada para download digital, e no dia seguinte foi lançado um vidioclipe para a faixa. A canção foi produzida por Pop Wansel e contém um sample de "I Know You Got Soul" interpretada por Eric B. e Rakim. Mais tarde, ele disse que "o refrão para a música foi um de seus favoritos de todos os refrões que ele já escreveu".
Em abril de 2013,  saiu em turnê com um colega rapper americano Sammy Adams. Em 27 de junho de 2013, Mills participou do remix de Mike Posner para "We Own It (Fast & Furious)", junto com Sammy Adams e Niykee Heaton. Em junho de 2013, estave em turnê com We the Kings, e os outros artistas de apoio como The Ready Set e Breathe Carolina no SummerFest de 2013. O videoclipe para o single "All I Wanna Do", foi filmado e lançado em julho de 2013.
Em 18 de fevereiro de 2014, Travis anunciou o lançamento de seu terceiro EP, intitulado All I Wanna Do.  De 24 de fevereiro a 24 de abril de 2014, Travis saiu com sua turnê All I Wanna Do. Em 24 de fevereiro de 2014, ao iniciar sua turnê promocional de seu terceiro EP,  lançou a faixa-título "All I Wanna Do". No dia seguinte, lançou oficialmente o EP All I Wanna Do, via iTunes. O EP traz produções de Boi-1da e Malay, entre outros.  Em julho de 2015, Travis mudou seu nome artístico de T. Mills para Travis Mills. Em 24 de julho de 2015, Travis lançou seu novo single, intitulado "Young & Stupid". A canção apresenta versos docolega e rapper americano TI

### 2016–presente: Contrato com a First Access Entertainment eWhile You Wait
Em 22 de janeiro de 2016, Travis anunciou o lançamento de seu novo single, chamado "Don't Need Much". A música foi lançada pela Republic Records, que foi disponibilizada para streaming no SoundCloud no mesmo dia do lançamento. A batida de "Don't Need Much" foi retirada de um single chamado "Drank & Drugs ", interpretado pelos rappers holandeses Lil 'Kleine e Ronnie Flex. Travis assinou um novo contrato com a First Access Entertainment e lançou seu quarto EP, intitulado While You Wait em 8 de abril de 2016. O EP contém seis faixas. Travis desfilou nos desfiles de moda de Nova York e Paris em julho de 2016 e foi eleito um dos mais bem vestidos pela revista GQ.
Em 2020, Travis formou a banda Girlfriends com Nick Gross, com a dupla citando Blink-182, 5 Seconds of Summer e All Time Low como influências musicais. A banda lançou seu primeiro álbum autointitulado em 23 de outubro de 2020.

## Estilo musical
A música de Travis foi descrita como uma mistura de gêneros devido à sua mistura de canto e rap, sendo principalmente rotulada como um artista de hip hop e synthpop. Ele é conhecido por misturar músicas pop e eletrônicas com hip hop e R&B.  Travis diz que sua música com gêneros misturados é resultado de sua exposição a muitos gêneros diferentes durante a infância. Ele disse que "[minha] mãe era uma grande fã do Queen, meu pai é um fã obstinado do Elvis, meu tio é um cabeça do hip-hop e R&B, minha irmã ouvia Britney Spears, country e boy bands e eu gostava de pop punk, punk rock, metal". Ele indicou que seu estilo de rap foi influenciado por Kanye West e Bone Thugs-n-Harmony, entre outros.

## Carreira de ator
Em março de 2016, Travis fez sua estréia como ator na série de comédia original da Netflix, Flaked estrelada por Will Arnett.

## Reality show
Em 2019, ele co-estrelou O spin-off de Catfish: A Série chamado Ghosted: Oi Sumidxs, onde se juntou à estrela de The Bachelor Rachel Lindsay para ajudar as pessoas a encontrar aquelas pessoas que sumiram repentinamente de suas vidas e descobrir as verdadeiras razões para esse desaparecimento.

## Vida pessoal
Travis está fortemente tatuado, o que inclui uma manga inteira em um braço e uma tatuagem do grupo Bone Thugs-n-Harmony em seu peito, além de muitas outras. Ele também tem as letras "FTH" ("Fuck The Haters", "Forever The Officials") tatuadas em sua testa, o "O" com um coração atrás de sua orelha esquerda representando o nome de sua irmã e a palavra "Paciência" tatuada em seus dedos. Travis também tatuou a palavra "Gnarly" na barriga aos 18 anos. Alguns meses depois, ele fez uma tatuagem em si mesmo.
No início de sua carreira, Travis exibia lóbulos das orelhas grandes e alongados, mas fez uma cirurgia de reconstrução do lóbulo em 2013.
Travis é conhecido como modelo fora do ramo da música e tem grande presença nas redes sociais como Twitter, Facebook e Instagram.
Em 2016, o rapper conheceu a atriz Madelaine Petsch durante audições para a série Riverdale. Eles estiveram em um relacionamento entre fevereiro de 2017 à fevereiro de 2020.

## Discografia
| Título            | Detalhes                                                                                |
| ----------------- | --------------------------------------------------------------------------------------- |
| Ready, Fire, Aim! | - Lançado: 28 de setembro de 2010 - Gravadora: Uprising - Formato: CD, download digital |

### Extended plays
| Finders Keepers EP                                                                    | - Lançado: 14 de julho de 2009 - Gravadora: Uprising - Formato: download digital | -  |
| Leaving Home EP                                                                       | - Lançado: 13 de janeiro de 2012 - Gravadora: Columbia - Formato: download digital | -  |
| All I Wanna Do                                                                        | - Lançado: 25 de fevereiro de 2014 - Gravadora: Columbia - Formato: download digital | 16 |
| While You Wait                                                                        | - Lançado: 8 de abril de 2016 Travis desfilou nos desfiles de moda de Nova York e Paris em julho de 2016 e foi eleito um dos mais bem vestidos pela revista GQ. - Gravadora: First Access Entertainment - Formato: download digital | -  |
| "-" indica um título que não ficou nas paradas ou não foi lançado naquele território. | |    |

### Mixtapes
- Leaving Home (2011)
- Thrillionaire (2012)

### Músicas
| Ano  | Título                                         | Álbum             |
| ---- | ---------------------------------------------- | ----------------- |
| 2010 | "Stupid Boy"                                   | Ready, Fire, Aim! |
| 2010 | "She Got A..."                                 | Ready, Fire, Aim! |
| 2011 | "Vans On"                                      | Leaving Home EP   |
| 2012 | "Lightweight"                                  | Thrillionaire     |
| 2012 | "Diemonds"                                     | Thrillionaire     |
| 2013 | "Loud"                                         | Single sem álbum  |
| 2014 | "All I Wanna Do"                               | All I Wanna Do    |
| 2015 | "Young & Stupid"                               | Single sem álbum  |
| 2016 | "Don't Need Much"                              | Single sem álbum  |
| 2016 | "One4Me"                                       | Single sem álbum  |
| 2017 | "Off U"                                        | Single sem álbum  |
| 2017 | "Bands Now" (featuring 24hrs)                  | Single sem álbum  |
| 2017 | "Just Like Us, This Song Doesn't Have a Title" | Single sem álbum  |

| Título                            | Ano  | Outro (s) artista (s)                   | Álbum                                  |
| --------------------------------- | ---- | --------------------------------------- | -------------------------------------- |
| "Size of Your Boat" (Remix)       | 2010 | Jeffree Star                            | Single sem álbum                       |
| "Another One"                     | 2012 | Ty $, Dom Kennedy                       | Beach House                            |
| "Sally Walker"                    | 2012 | Audio Push                              | Inland Empire                          |
| "Started from the Bottom" (Remix) | 2013 | Mike Posner, Asher Roth, King Chip      | Single sem álbum                       |
| "We Own It" (Remix)               | 2013 | Mike Posner, Sammy Adams, Niykee Heaton | Single sem álbum                       |
| "Lowlife" (Remix)                 | 2016 | That Poppy                              | Single sem álbum                       |
| "Question"                        | 2016 | Lauv                                    | I Met You When I Was 18 (The Playlist) |

## Filmografia
| Ano             | Filme                       | Função    | Notas                       |
| --------------- | --------------------------- | --------- | --------------------------- |
| 2015            | Ridiculousness              | Ele mesmo | Convidado                   |
| 2016            | Flaked                      | Stefan    | Papel recorrente            |
| 2018            | Alone Together              | Stainz    | Episódio: "Pootie"          |
| 2019            | Good Girls                  | Armazenar | Episódio: "Thelma e Louise" |
| 2019 - presente | Ghosted: Oi Sumidxs         | Ele mesmo | Apresentador                |
| 2020            | Wild 'n Out                 | Ele mesmo | Apresentador                |
| 2020            | 2020 MTV Video Music Awards | Ele mesmo | Comentador na pré-exposição |